# Hideaki Mori
Hideaki Mori (jap. 森 秀昭, Mori Hideaki; * 16. Oktober 1972 in der Präfektur Nagasaki) ist ein ehemaliger japanischer Fußballspieler.

## Karriere
Mori erlernte das Fußballspielen in der Schulmannschaft der Chinzei Gakuin High School. Seinen ersten Vertrag unterschrieb er 1991 bei Mazda. Der Verein spielte in der höchsten Liga des Landes, der Japan Soccer League. Mit Gründung der Profiliga J.League 1992 und der damit verbundenen Neuorganisation des japanischen Fußballs wurde das Mazda-Team zu Sanfrecce Hiroshima. Für den Verein absolvierte er 36 Erstligaspiele. 1996 wechselte er zum Ligakonkurrenten Avispa Fukuoka. Für den Verein absolvierte er 82 Erstligaspiele. 2000 wechselte er zum Zweitligisten Consadole Sapporo. 2000 wurde er mit dem Verein Meister der J2 League und stieg in die J1 League auf. Am Ende der Saison 2002 stieg der Verein in die J2 League ab. Für den Verein absolvierte er 61 Erstligaspiele. Ende 2003 beendete er seine Karriere als Fußballspieler.

## Erfolge
Sanfrecce Hiroshima
- J1 League

Vizemeister: 1994
- Kaiserpokal

Finalist: 1995, 1996